# Battaglia di Medole (1859)
La battaglia di Medole è lo scontro che diede inizio alla battaglia del 24 giugno 1859 conosciuta come battaglia di Solferino e San Martino, con la quale si conclusero le attività belliche della seconda guerra di indipendenza. Degli scontri che compongono la grande battaglia di Solferino e San Martino, la battaglia di Medole perdurò incessantemente per 15 ore.

## Il contesto
Alle ore 3.00 di quel 24 giugno il IV Corpo d'armata francese si mise in marcia dall'accampamento di Carpenedolo per occupare, secondo gli ordini ricevuti, il villaggio di Guidizzolo, transitando per l'abitato di Medole.

Nelle aspettative dello stato maggiore franco-sardo, doveva trattarsi di una tranquilla tappa di avvicinamento alle rive del Mincio, ove era prevista la battaglia decisiva il 29 o il 30 giugno. In via precauzionale, il giorno 22, Niel aveva inviato uno squadrone del 1º Reggimento Cacciatori d'Africa a cavallo in perlustrazione del tragitto, ricevendo la conferma che le truppe austriache si trovavano attestate al di là del Mincio.

Dopo aver fatto battere la Diana alle 2.30, il comandante Niel dispose che venisse distribuito solamente del caffè alla truppa, rimandando il rancio al raggiungimento degli obiettivi assegnati, in modo da poterlo consumare con maggiore comodità e tranquillità, coprendo i 25 km di marcia nelle ore meno calde della giornata.
La lunga colonna di uomini, cavalli e carriaggi si muoveva sull'attuale Strada Provinciale n.9, con in testa due squadroni del 10º Reggimento Cacciatori a cavallo agli ordini del generale Camille de Rochefort.

## Il contatto
Giunto a circa 3 km da Medole, in località Rassica, un drappello del 10º Reggimento Cacciatori a cavallo in avanscoperta, venne intercettato da un drappello austriaco del 12º Reggimento Ulani "Francesco II - Re delle due Sicilie" in ricognizione. Ne seguì un tafferuglio all'arma bianca (dove ebbero la peggio i comandanti dei due drappelli) che terminò ben presto, al sopraggiungere della fanteria francese, con la fuga degli Ulani e con il subitaneo inseguimento dei Cacciatori.

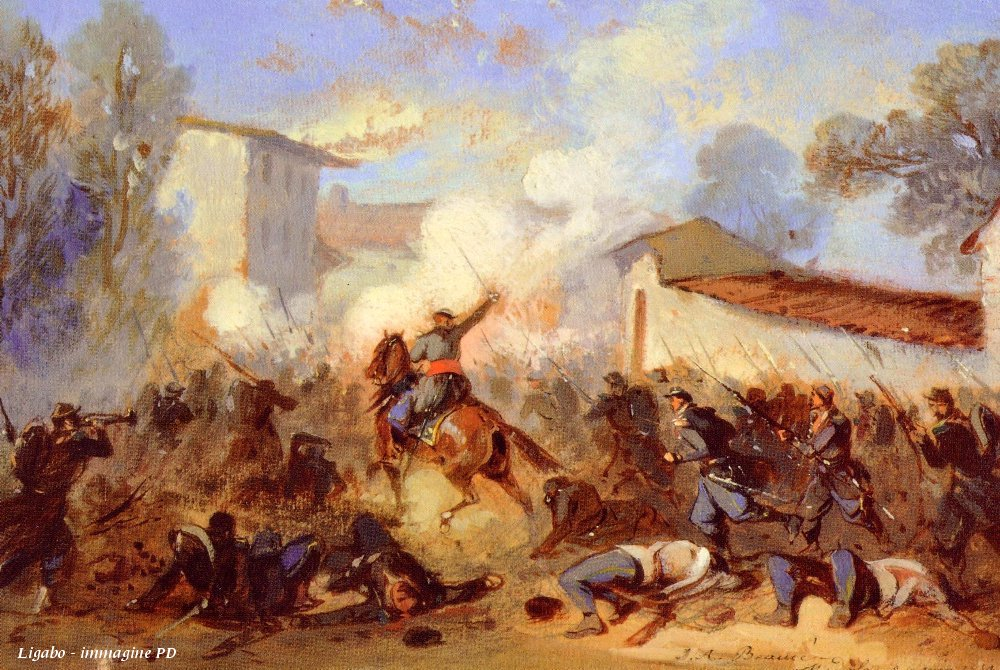
Ore 5.00 a.m.: il generale De Luzy guida l'assalto francese all'abitato di Medole.

Grande era stata la sorpresa, per entrambe le formazioni di cavalleggeri, nell'incontrare il nemico così lontano dalle posizioni ove si presumeva fosse accampato, ma ancor maggiore fu lo stupore dei francesi che, inseguendo gli Ulani, furono costretti ad una rapida ritirata, trovandosi improvvisamente esposti al fuoco della fucileria e dell'artiglieria del 52º Reggimento di linea "Arciduca Francesco Carlo", principalmente composto da milizie della Baranya, fortemente attestato nella periferia e nell'abitato di Medole.
Seguendo le previsioni di entrambi gli stati maggiori avversari, questo fatto d'armi doveva essere considerato un irrilevante scontro di avanguardie in ricognizione, stimando il grosso degli eserciti nemici ancora ben lontani dal contatto.

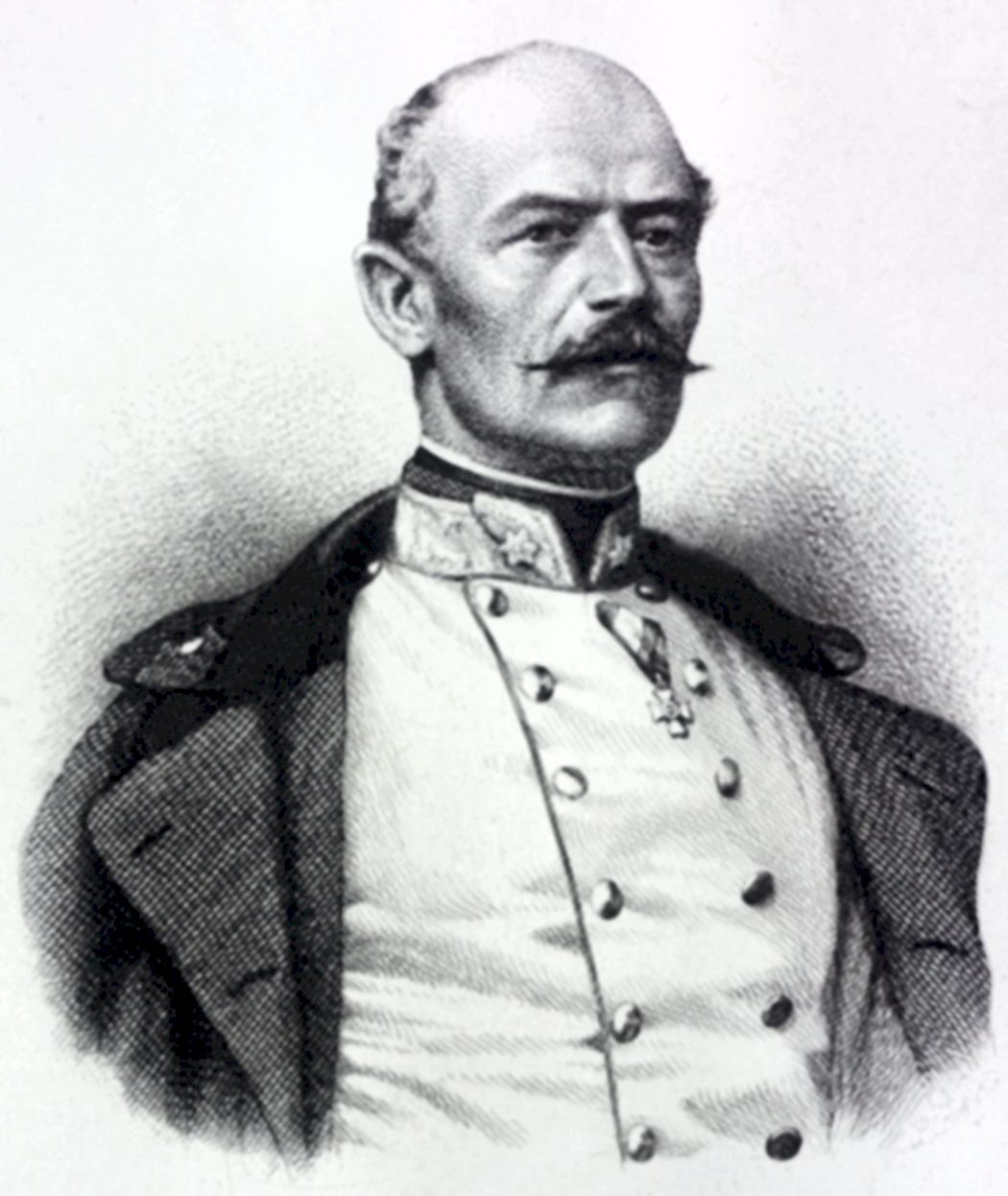
Il maggiore David Urs nel 1859.

Tale fu la valutazione del generale Blumencron che, avvertito dello scontro nella sua dimora di Guidizzolo, neppure si prese la briga di svegliare il comandante della divisione, generale Crenneville, limitandosi ad organizzare una ricognizione a cavallo, per rendersi conto di persona della situazione, solamente dopo aver ricevuto un secondo messaggio dal maggiore Urs, comandante la piazzaforte di Medole.
Il generale Niel, invece, pur non immaginando che fosse l'inizio di una delle più grandi e sanguinose battaglie della storia, capì subito l'importanza strategica dell'abitato di Medole e decise di conquistarlo senza indugi. La strana presenza di un intero reggimento austriaco, supportato da reparti di cavalleria e pezzi d'artiglieria, aveva fortemente allarmato l'esperto militare francese che, senza chiedere né attendere ordini superiori, comandò un immediato attacco in forze, lanciando la 1ª Divisione.
Erano le ore 3.50 del 24 giugno 1859 e la "battaglia di Solferino e San Martino" era iniziata, nella totale inconsapevolezza di Napoleone III, Vittorio Emanuele II, Francesco Giuseppe e dei loro stati maggiori che, nei rispettivi palazzi di Montichiari (Palazzo Mazzucchelli), Lonato (Casa Zambelli) e Volta Mantovana (Palazzo Gonzaga-Guerrieri), ancora dormivano sonni tranquilli.

## La battaglia
Il rullo dei tamburi seguì immediatamente l'ordine di Niel e il generale de Luzy dispose le sue forze su tre colonne, formate dalle Brigate Douay e Lenoble, che attaccarono il villaggio di Medole rispettivamente da nord e da ovest, oltre alla colonna centrale guidata dallo stesso de Luzy. Il movimento venne sostenuto dal fuoco di una batteria del 13º Reggimento d'Artiglieria.
Ben presto la prima linea di difesa, ancora disorganizzata per poter reggere un simile impatto, venne travolta, ma gli austriaci ripiegarono ordinatamente verso le case di Medole che offrivano un riparo più sicuro, così arrestando l'avanzata dei fanti francesi.

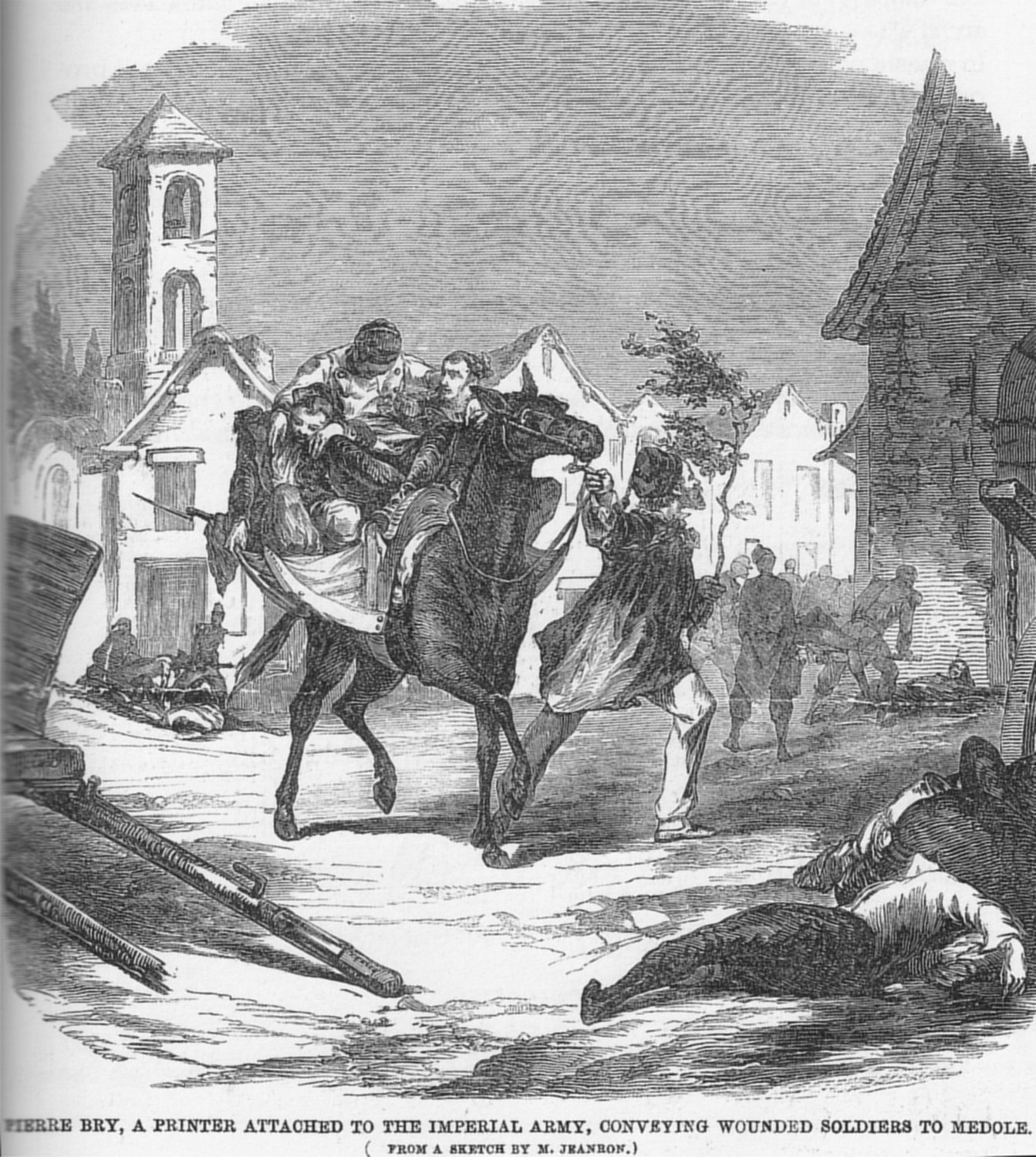
Si raccolgono i feriti francesi e austriaci.

L'8º reggimento di fanteria, guidato del tenente colonnello Ernest de Neuchèze, si lanciò all'assalto dell'abitato. I combattimenti proseguirono casa per casa e gli austriaci resistettero tenacemente alla pressione francese, fino a quando il generale Blumencron, tardivamente giunto in ricognizione e vista la situazione insostenibile, ordinò al maggiore Urs di ripiegare con quel che restava del 52º reggimento croato, pensando di poter riprendere Medole con l'azione di imponenti forze che già erano in marcia da Guidizzolo, richiamate dai colpi di cannone.
In quella prima fase, gli austriaci accusarono un centinaio di morti, un numero imprecisato di feriti e circa cinquecento prigionieri.
Alle 6 del mattino, dopo aver spento a cannonate l'ultimo focolaio di resistenza dei cecchini, posti sulla chiesa e sul campanile di San Rocco a proteggere la ritirata del 52º reggimento, Medole era sotto il totale controllo del IV Corpo d'armata francese.
Mentre i muli e i carri di servizio raccoglievano le centinaia di feriti ed accatastavano il centinaio di cadaveri austriaci e gli altrettanti francesi nella piazza principale, uno dei palazzi nobiliari veniva messo a disposizione per insediare la prima delle innumerevoli ambulanze improvvisate della battaglia di Solferino e San Martino che avrebbero ispirato l'idea della Croce Rossa a Henri Dunant, giunto nella zona in quella giornata.
Nel frattempo, senza attardarsi in festeggiamenti o bilanci, il generale Niel si era precipitato al limitare sud-est dell'abitato per febbrilmente mettere in batteria una decina di cannoni, rivolti sulla strada proveniente da Guidizzolo. La prima colonna austriaca apparve dopo pochi minuti e venne accolta con un furibondo fuoco d'artiglieria che, senza essere stato preventivamente regolato da tiri di aggiustamento, risultò scarsamente efficace, ma impressionò egualmente i comandanti austriaci per intensità e gittata, convincendoli ad attendere i rinforzi, prima di portare l'attacco. Era esattamente ciò che Niel sperava: avere mezz'ora di tregua per realizzare gli apprestamenti ed organizzare la tattica difensiva.

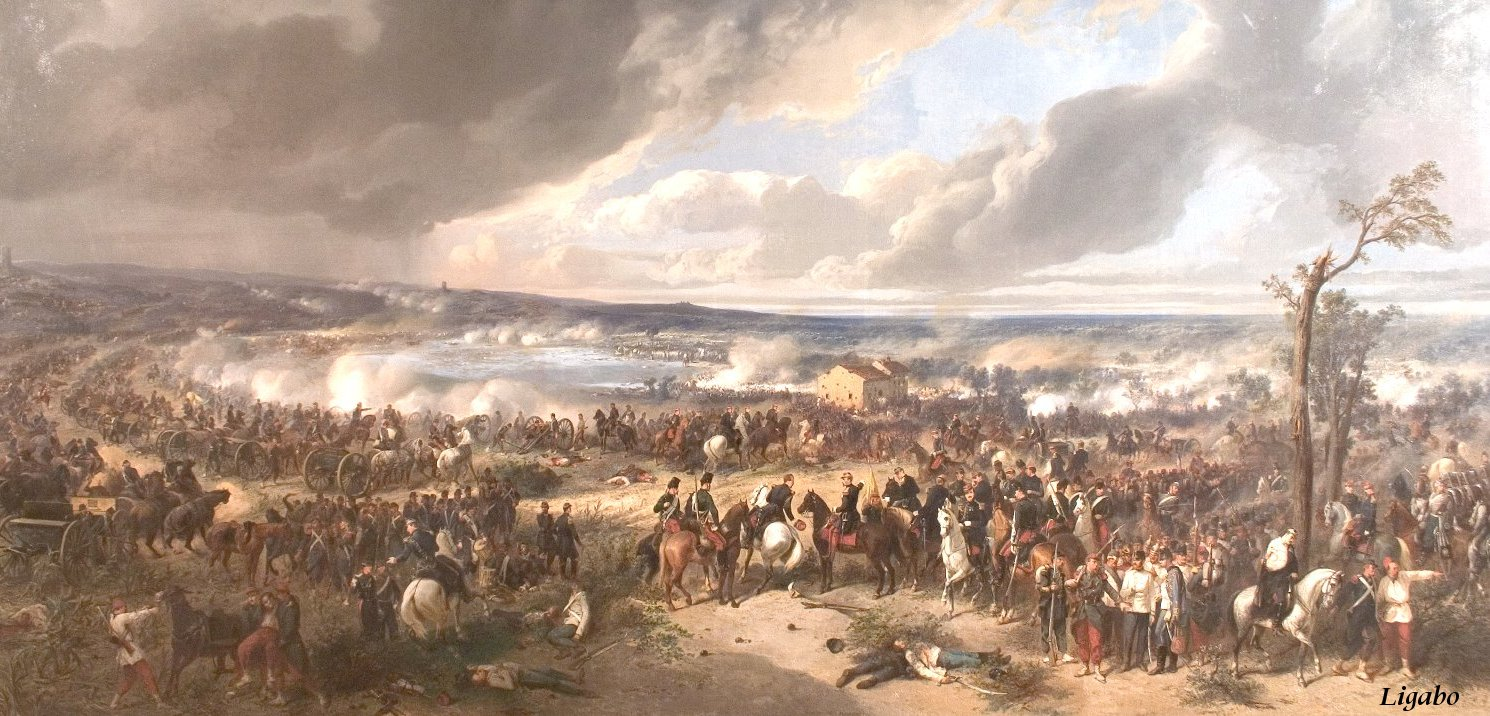
Ore 16,30: il generale Niel ordina il contrattacco.

Niel dispose le sue truppe il linea da nord a sud, nell'ampio spazio (circa 4 km) che separa la vecchia strada Napoleonica dalla Seriola Marchionale. A nord la Divisione Vinoy, a sud la Divisione de Luzy e al centro la Divisione de Failly. A cavallo della strada Napoleonica, quale collegamento-cerniera con l'ala destra del II Corpo d'armata del generale generale Mac-Mahon, Niel posizionò le due Divisioni di cavalleria Desvaux e Partouneaux e vi installò una grande batteria, concentrando buona parte dei pezzi d'artiglieria di cui disponeva, affidandoli all'abile generale Soleille.
Perduta l'iniziale occasione di contrattacco, gli austriaci tentarono di riprendere il centro strategico di Medole con numerosi assalti, impegnando il III, il IX e l'XI corpi d'armata, forti di circa 50 000 uomini, 2 000 cavalli e 180 cannoni, concentrati nell'abitato di Guidizzolo e nelle sue vicinanze.
Il IV Corpo d'armata francese, con circa 25 000 uomini, 1 000 cavalli e 60 cannoni resse l'impatto in maniera egregia, infliggendo severe perdite agli austriaci e riuscendo, con una serie di magistrali azioni combinate di artiglieria, fanteria e cavalleria ad inchiodare il nemico sulle proprie posizioni.
Verso le 16, dopo aver ricevuto protezione sulla propria ala destra, per il sopraggiungere della divisione del generale Bourbaki, gli attacchi di Niel poterono essere portati con maggiore profondità e, finalmente, conquistare Guidizzolo poco prima delle 19, in seguito all'ordine di ritirata inviato dall'imperatore austriaco.

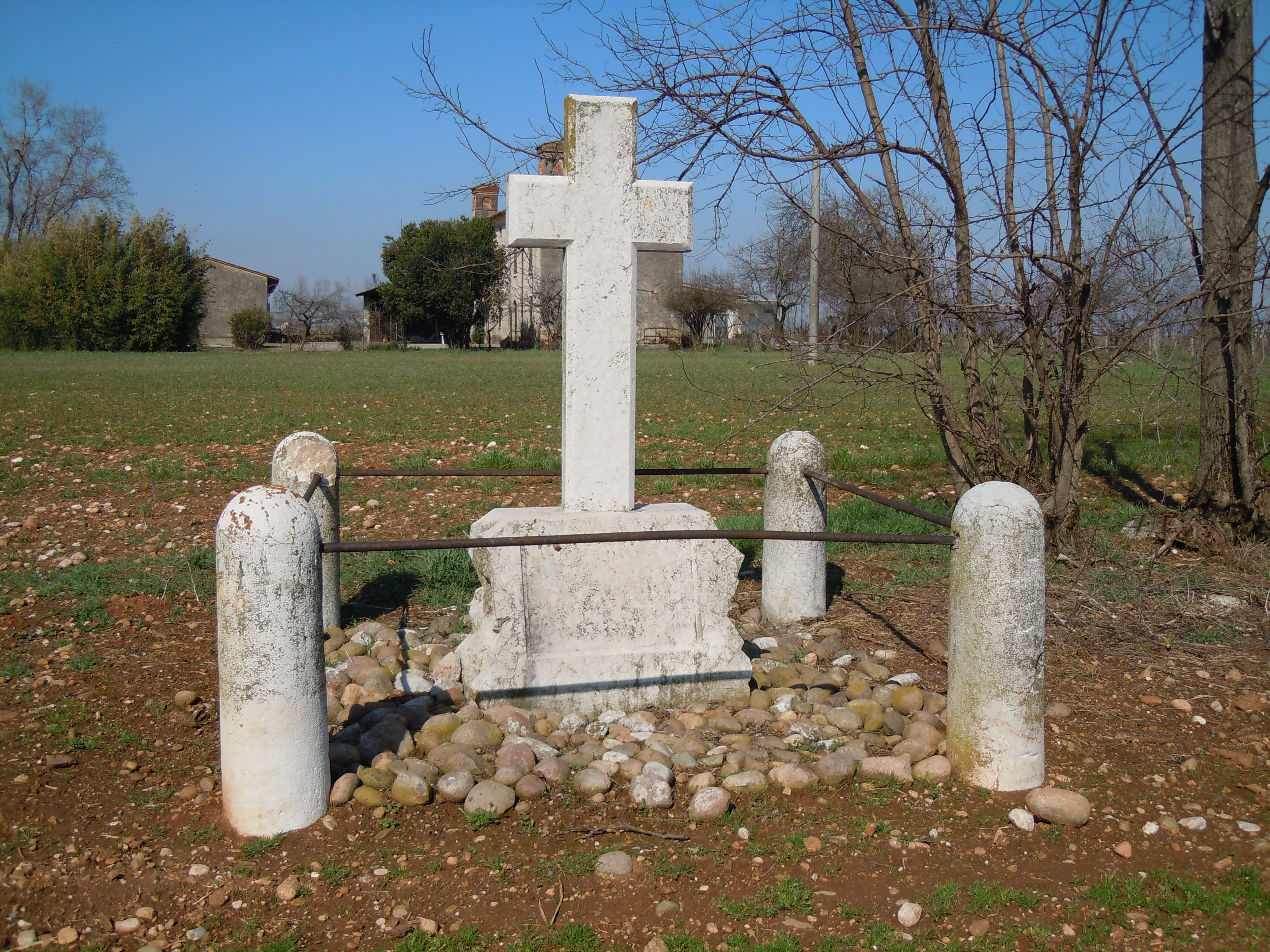
Rebecco, località Casa Nuova, Cenotafio di Karl Windisch-Graetz

Alla termine dei combattimenti, il IV Corpo d'armata di Niel dovette registrare il triste primato della maggior percentuale di perdite, rispetto a tutti i corpi d'armata francesi, sardi e austriaci che avevano partecipato alla battaglia di Solferino e San Martino, con circa 5 000 uomini fuori combattimento. È da aggiungere, però, che aveva causato il doppio di perdite nelle file dei tre corpi d'armata austriaci contro i quali si era battuto.
Gli scontri più sanguinosi avvennero per la conquista delle posizioni nevralgiche della Quagliara e di Casa Nuova, dove trovarono la morte oltre un migliaio di soldati e decine di alti ufficiali, tra i quali il colonnello francese Maleville ed il principe austriaco Karl Windisch-Graetz, nipote di Francesco Giuseppe. L'imperatore d'Austria, il 5 luglio 1859, inviò degli emissari per ottenere la restituzione del corpo del principe di Windisch-Graetz. Napoleone III dispose che le richieste dell'imperatore austriaco fossero soddisfatte e non si lasciò sfuggire l'occasione per velatamente lasciar intendere la propria disponibilità alle trattative che avrebbero portato all'armistizio di Villafranca.

## La tattica di Niel

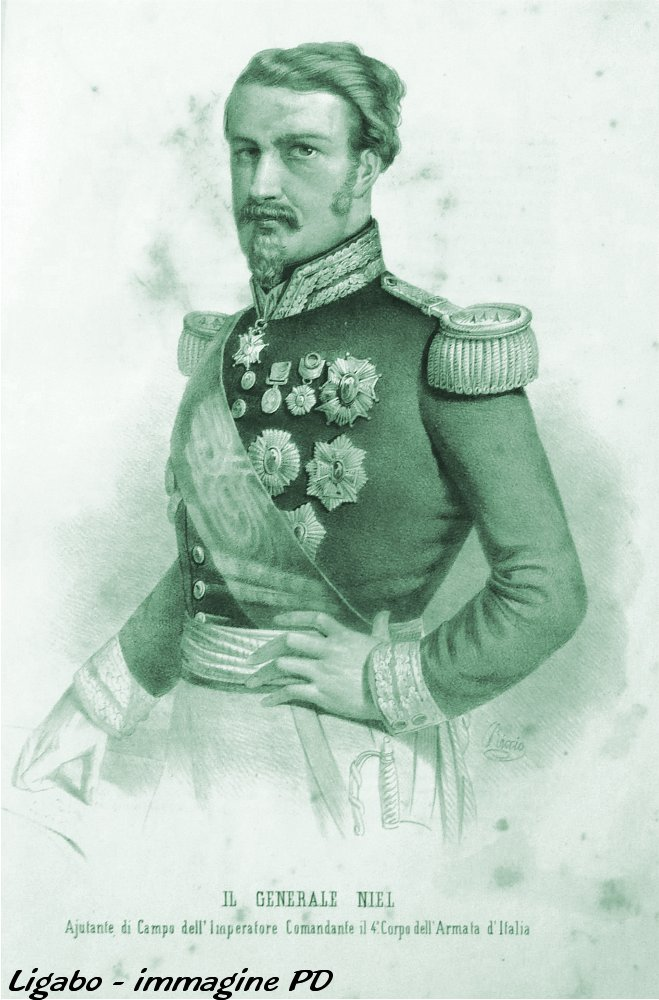
Il generale Adolphe Niel in un ritratto del 1859

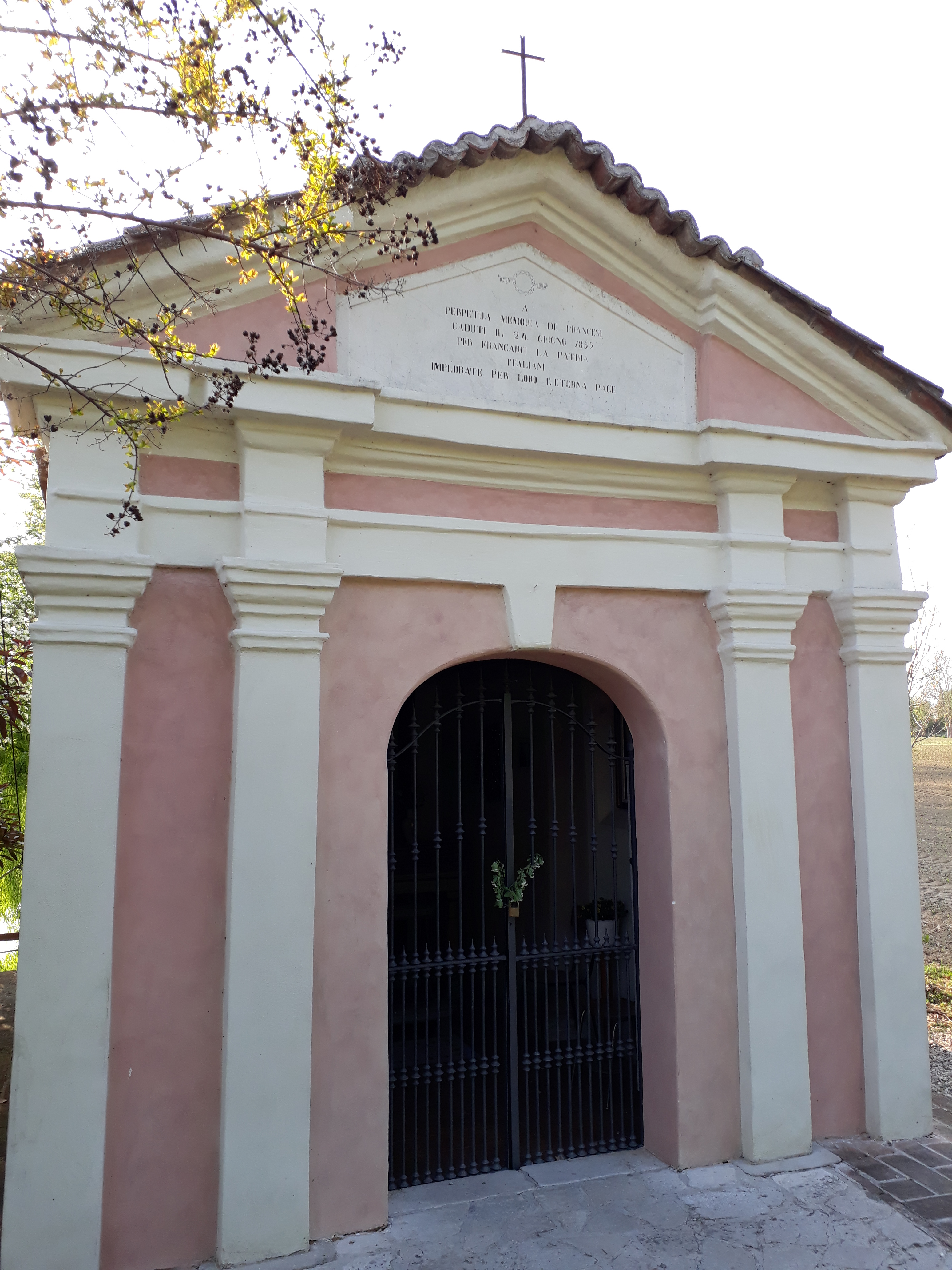
Chiesa di San Vito (Medole) a ricordo dei caduti

Il compito iniziale assegnato al IV Corpo d'armata era di occupare Guidizzolo, ma Niel si rese subito conto dell'impossibilità di tale impresa in relazione alla schiacciante superiorità numerica delle forze che aveva di fronte, composte dal grosso della I armata austriaca. L'unico vantaggio di cui disponeva era un modesto primato di gittata della propria artiglieria.
Mezz'ora dopo l'inizio della battaglia di Medole, già si udiva tuonare il cannone verso nord, dove il I Corpo d'armata del generale Hilliers aveva incontrato gli austriaci a Grole e, successivamente, il II Corpo d'armata del generale Mac-Mahon era stato intercettato a Cà Morino, a nord-est di Medole. Dopo aver conquistato il piccolo borgo di Cà Morino, Mac-Mahon si era posizionato, con il proprio stato maggiore, sulla cima del Monte Medolano, subito comprendendo che non si trattava dello scontro di avanguardie, ma di una battaglia di grandi dimensioni, anche se ancora non poteva immaginarne l'enormità. Subito aveva inviato il generale Lebrun a prendere accordi con Niel per coordinare un attacco verso Solferino.
Il nuovo e vitale compito del IV Corpo d'armata, quindi, era di difendere la conquista di Medole, così proteggendo il fianco destro di Mac-Mahon ed impedendo che la I e la II armata austriaca unissero le loro forze sulle alture di Solferino.
La linea del territorio da tenere ad ogni costo era caratterizzata a nord da terre sassose ed incolte e a sud da campi artificialmente irrigati e rigogliosamente coltivati a granoturco, delimitati da numerosi fossati e tra lunghi filari di gelsi.
Niel seppe sfruttare magistralmente le diversità tipologiche del pianeggiante campo di battaglia, schierando una forte batteria di cannoni a nord, supportata da due divisioni di cavalleria e il grosso della fanteria a sud, con l'appoggio di poche unità trainate di artiglieria e qualche squadrone di cavalleria.
Nella zona a nord-est, una brulla distesa incolta attraversata dalla principale via di comunicazione, le artiglierie del generale Soleille spazzavano la strada a colpi di mitraglia, impedendo il passaggio ai carriaggi di rifornimento, ed avevano buon gioco nell'individuare e colpire da lontano i battaglioni di fanteria in manovra che, un tempo fatti oggetto della precisa e micidiale pioggia di granate, rompevano i ranghi per attenuare gli effetti delle esplosioni, divenendo così facili prede per le improvvise e veloci cariche degli squadroni di cavalleria appartenenti alle divisioni guidate dai generali Desvaux e Partouneaux.
Nella zona sud-est, irrigata e rigogliosa campagna piantumata, i reparti di fanteria francesi erano nascosti alla vista degli austriaci dalle alte distese di granoturco e potevano sfruttare i fossati come trincee ed i filari di gelsi come ripari alle scariche di fucileria. Fino a sera, i due schieramenti si disputarono le posizioni intermedie di Baite, Rebecco e Casa Nuova; quest'ultima fu più volte conquistata e più volte ceduta, tanto da divenire il ristretto teatro di un tremendo massacro.
Dalle tre torri campanarie e dalla torre civica di Medole, le vedette francesi fornivano aggiornate informazioni sugli spostamenti dei battaglioni austriaci, immediatamente trasmesse ai reparti interessati da veloci staffette a cavallo. Nel contempo, Niel manteneva un continuo contatto con Mac-Mahon, schierato nella zona nord-ovest di Medole, con il quale scambiava fittamente le informazioni e concordava le azioni più importanti e rischiose.
Se la condotta di Niel si dimostrò precisa ed efficace, è pur vero che direzione strategica di Wimpffen e dei suoi generali fu particolarmente inadeguata, incerta e confusa. Non si capirebbe, altrimenti, la sconfitta così clamorosa di forze tanto superiori.

## L'importanza strategica della battaglia di Medole

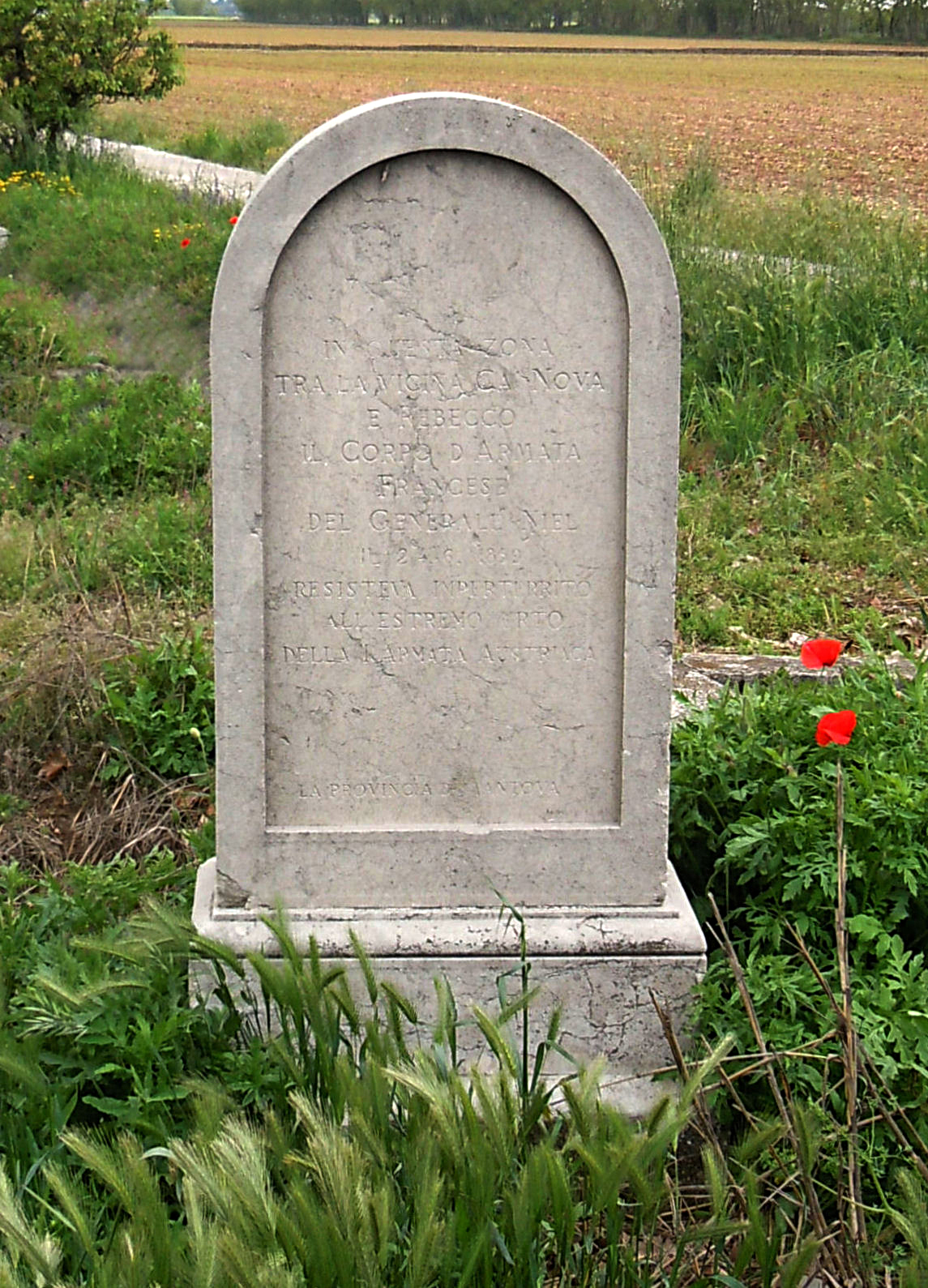
Campo di Medole, cippo nella zona della "Quagliara", dove la resistenza del IV C.A. di Niel decise la sorte della Battaglia di Solferino e San Martino

Dopo aver combattuto ininterrottamente da 15 ore, sorretti solamente dal caffè mattutino e da qualche pannocchia strappata nei campi, gli uomini di Niel non ebbero la forza per inseguire il nemico che si ritirava disordinatamente oltre il Mincio.
Tuttavia, la vittoria del IV Corpo d'armata francese (circa 25 000 unità) fu completa e duplice. Non solo riuscì a contrastare e sconfiggere forze nettamente superiori, ma bloccò l'intera 1ª Armata austriaca (circa 50 000 unità), impedendole di portare aiuto alla 2ª Armata austriaca, attaccata da soverchianti forze francesi.
Infatti, grazie alla ferma difesa di Niel, il II Corpo d'armata del generale Mac-Mahon e, successivamente, il III Corpo d'armata del generale Canrobert, riuscirono ad attestarsi saldamente a Cà Morino e nel Campo di Medole, per attaccare le alture di Solferino e Cavriana, causando il collasso dello schieramento austriaco.
Con la sua capacità di improvvisare, già nelle prime ore del mattino, Niel aveva posto una pesante ipoteca sulla vittoria franco-sarda. Con la sua tenacia e intelligenza tattica ne era stato il principale artefice.
La sera stessa, in riconoscimento del suo ruolo decisivo, Napoleone III creò Niel Maresciallo di Francia sul campo, anche offrendogli il titolo di duca di Solferino. Il titolo nobiliare, però, venne cortesemente rifiutato da Niel, che rispose all'imperatore: "il mio nome mi basta".

## Gli episodi
La battaglia di Medole è costellata di episodi significativi che testimoniano il valore con cui entrambi gli schieramenti si batterono e la desolante pochezza strategica e tattica dello stato maggiore austriaco.

### I Dragoni di Zedtwitz
Svegliata dal rombo del cannone, la Brigata Lauingen della Divisione di Cavalleria Zedtwitz era accampata al limitare sud-est dell'abitato di Medole, mentre dalla parte opposta iniziava l'attacco francese. Ritenendo di non poter operare in mezzo ai fabbricati, il generale Lauingen ordinò ai Dragoni dei suoi Reggimenti di retrocedere alla ricerca di terreno adatto alla carica, ove aspettare il nemico. Durante la ritirata incontrarono 4 Squadroni di Ussari inviati dal generale Zedtwitz a Medole, che furono aggregati alla Brigata.
Dopo aver scartato varie località, finalmente il generale Lauingen trovò una vasta distesa senza alberi che gli parve adatta alle manovre di Cavalleria e lì fece schierare in formazione di battaglia i suoi 16 Squadroni di Dragoni, aggiunti dei 4 Squadroni di Ussari e mettere in batteria le Sezioni di artiglieria ippotrainata, attendendo a pié fermo l'arrivo dei Francesi. La zona di combattimento che aveva scelta, però, si trovava nel comune di Goito, a circa 15 km di distanza dalla linea del fuoco. In quella posizione il possente schieramento rimase immobile per quasi 10 ore, fino a quando uno dei drappelli inviati alla loro ricerca dal generale Zedtwitz riuscì a localizzarli e trasmettergli l'ordine di raggiungere la linea di combattimento.
Prima di mettersi in marcia, fu necessario rifocillare cavalli e uomini che non mangiavano né bevevano da quasi 30 ore. La Brigata Lauingen giunse sulla linea di combattimento quando le sorti della battaglia erano ormai decise, riuscendo solamente a rendere più complicate le operazioni di ritirata oltre il Mincio della 1ª Armata austriaca.
Dopo l'armistizio di Villafranca, i generali Zedtwitz e Lauingen furono allontanati dai loro comandi.

### Il battaglione dimenticato
Finalmente avvertito della situazione, il generale austriaco Crenneville decise che era vitale riconquistare Medole e, alle 7,30, diede ordine alla propria divisione di muovere da Guidizzolo, attaccando da nord-est. Tre battaglioni dell'8º Reggimento di linea "Arciduca Luigi" partirono per raggiungere Medole da tre diverse direzioni.
Pochi minuti dopo la partenza, giungevano a Guidizzolo le staffette dei reparti precedentemente inviati che informavano circa la già avvenuta uscita delle truppe francesi dall'abitato ed il loro schieramento verso Guidizzolo. Crenneville inviò l'immediato ordine ai tre battaglioni di interrompere l'avanzata e attestarsi a Rebecco, Baite e Casa Nuova.
Nella confusione generale, uno dei tre battaglioni non fu avvertito e continuò la sua marcia sbucando sulla strada che collega Medole a Solferino, in quel momento risalita dalle colonne d'avanguardia della Divisione Vinoy. Gli austriaci si misero subito in posizione di combattimento, ma per loro sfortuna si trovavano a meno di 200 metri dalle batterie d'artiglieria francesi Delange e Carré, nascoste dalla fitta boscaglia del Campo di Medole. Il battaglione austriaco si trovò così tra la fanteria di Vinoy e la cavalleria di Desvaux, oltre che esposto al devastante fuoco di mitraglia dell'artiglieria di Soleille. Dei circa 800 uomini che componevano il battaglione, solo 177 riuscirono a riguadagnare le linee austriache.

### La carica di Edelsheim
Fu un'azione di sfondamento delle linee francesi da parte della cavalleria austriaca, particolarmente coraggiosa e tatticamente brillante, quanto priva di effetti pratici.
Il 10º Reggimento Ussari, personalmente guidato dal colonnello Edelsheim, riuscì ad aprire un varco nelle linee francesi e lanciarsi nel Campo di Medole, ma venne lasciato a sé stesso e costretto alla ritirata dall'intempestivo movimento della Divisione Mensdorff.

### Il sacrificio dei Cavalleggeri francesi

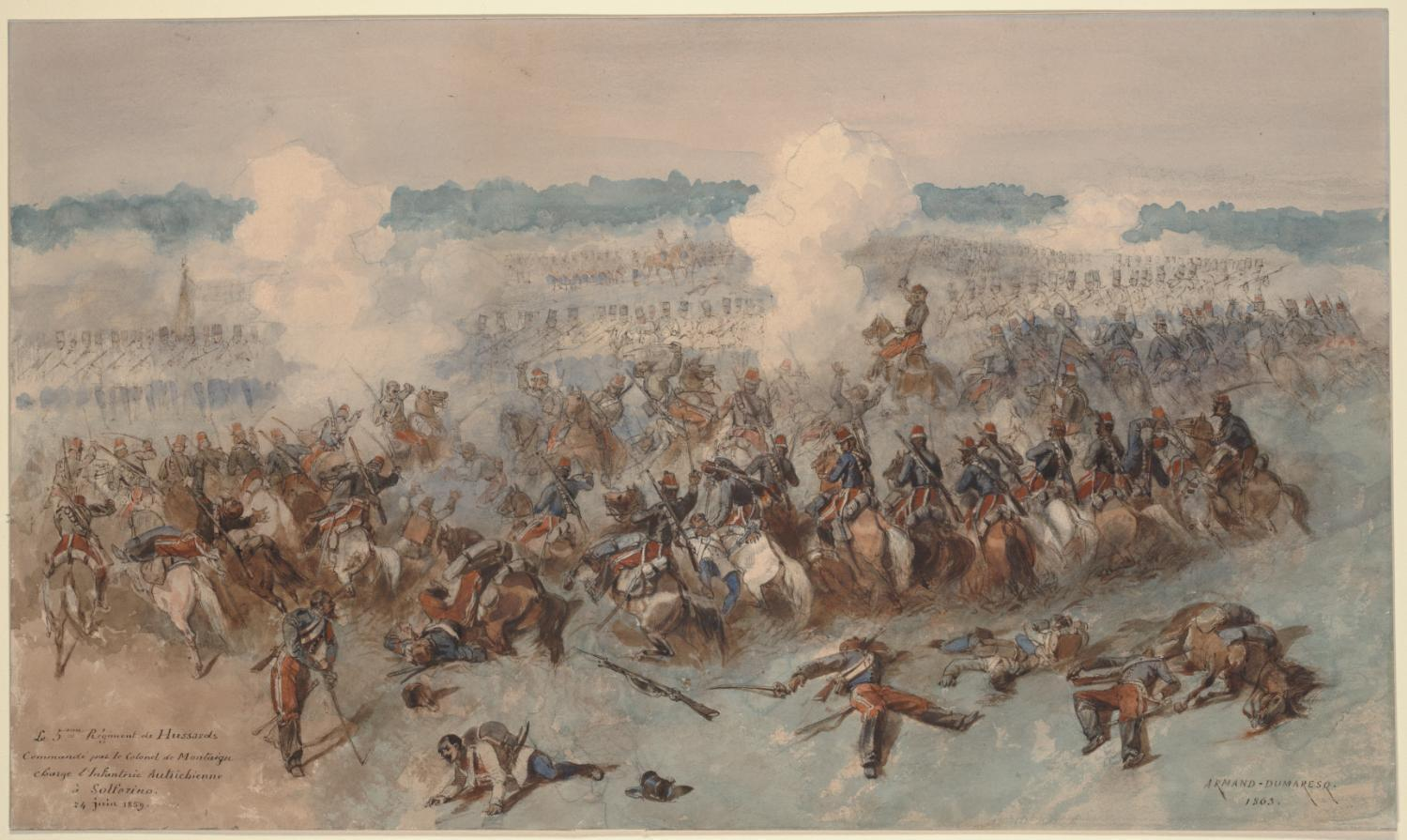
La carica del 5º Reggimento Ussari a Valle del Termine

Alle ore 11.30, allo scopo di rallentare l'avanzata della fanteria ungherese che minacciava di incunearsi tra lo schieramento di Mac-Mahon e quello di Niel, per prendere alle spalle la Brigata Bataille e rompere lo schieramento francese, il generale Desvaux decise di impiegare l'intera Brigata Planhol.
Il 5º Reggimento Ussari e il 1º Reggimento Cacciatori d'Africa a cavallo, guidati dal colonnello Amédée Laurans des Ondes, attaccarono i corpi di fanteria nemica disposti in quadrato, riuscendo a coprire lo schieramento a difesa della fanteria francese, al prezzo di pesanti perdite.

### L'esempio di Maleville
Disperata difesa della posizione di Casa Nuova da parte del 55º reggimento di linea francese, comandato dal colonnello Maleville.